# The Harmonium Sessions
The Harmonium Sessions es un extended play acústico de la banda británica Ladytron, lanzado en 2006 y en 2011 digitalmente por el sello Nettwerk Records. Contiene cuatro canciones trabajadas nuevamente de su disco de 2005, Witching Hour.

## Lista de canciones
1. «International Dateline» – 4:23
2. «Sugar» – 3:06
3. «Destroy Everything You Touch» –  4:46
4. «The Last One Standing» – 3:17

- Fuentes:[5][4]